# Quentin Groves

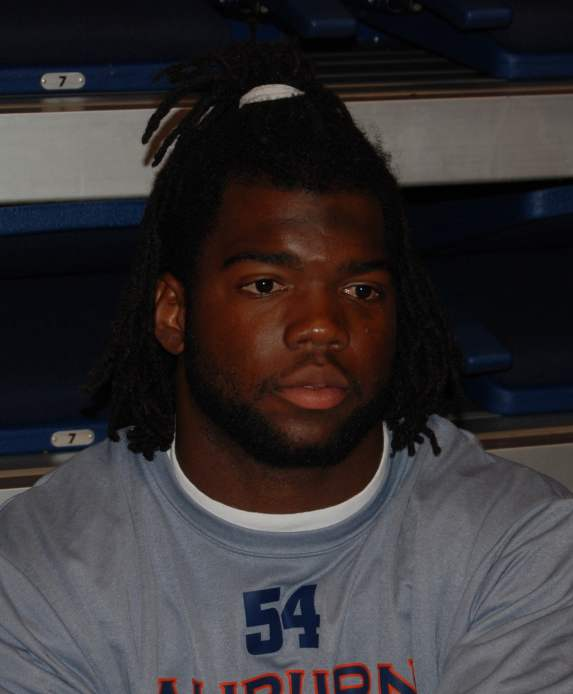
Groves al 2007

Quentin Groves (Greenville, Mississipi, 5 de juliol de 1984 - Trinitat, 15 d'octubre de 2016) va ser un jugador de futbol americà. Jugà en la posició de línia defensiu exterior en diferents equips de la National Football League. Durant l'època universitària va jugar amb els Auburn Tigers. Al Draft de la NFL del 2008 el van fitxar els Jacksonville Dallas. En les temporades 2008-2009 va jugar amb els Jacksonville Jaguars i des del 2010 fins al 2012 juga amb els Oakland Raiders, quan fitxa pels Arizona Cardinals.
Morí com a conseqüència d'un atac de cor quan sols tenia 32 anys.